# Luze
Ne doit pas être confondu avec Luzé.
Pour les articles homonymes, voir Luze (homonymie).
Luze est une commune française située dans le département de la Haute-Saône, la région culturelle et historique de Franche-Comté et la région administrative Bourgogne-Franche-Comté.

## Géographie
Située sur la Lizaine (également appelée Luzine), une petite rivière qui est probablement à l'origine de ce nom, à moins qu'il vienne du latin lutosa, la boueuse.
| Étobon           | Chenebier  | Chagey                     |
| Belverne Champey | Luze       | Échenans-sous-Mont-Vaudois |
| Coisevaux        | Couthenans | Héricourt                  |

### Climat
Pour des articles plus généraux, voir Climat de la Bourgogne-Franche-Comté et Climat de la Haute-Saône.
En 2010, le climat de la commune est de type climat de montagne, selon une étude du Centre national de la recherche scientifique s'appuyant sur une série de données couvrant la période 1971-2000. En 2020, Météo-France publie une typologie des climats de la France métropolitaine dans laquelle la commune est exposée à un climat semi-continental et est dans la région climatique  Lorraine, plateau de Langres, Morvan, caractérisée par un hiver rude (1,5 °C), des vents modérés et des brouillards fréquents en automne et hiver. 
Pour la période 1971-2000, la température annuelle moyenne est de 9,8 °C, avec une amplitude thermique annuelle de 17,2 °C. Le cumul annuel moyen de précipitations est de 1 344 mm, avec 12,9 jours de précipitations en janvier et 10,8 jours en juillet. Pour la période 1991-2020, la température moyenne annuelle observée sur la station météorologique de Météo-France la plus proche, « Étobon », sur la commune d'Étobon à 7 km à vol d'oiseau, est de 10,7 °C et le cumul annuel moyen de précipitations est de 1 272,5 mm. 
La température maximale relevée sur cette station est de 38,5 °C, atteinte le 24 juillet 2019 ; la température minimale est de −18 °C, atteinte le 1er mars 2005,,. 
Les paramètres climatiques de la commune ont été estimés pour le milieu du siècle (2041-2070) selon différents scénarios d'émission de gaz à effet de serre à partir des nouvelles projections climatiques de référence DRIAS-2020. Ils sont consultables sur un site dédié publié par Météo-France en novembre 2022.

## Urbanisme

### Typologie
Au 1er janvier 2024, Luze est catégorisée bourg rural, selon la nouvelle grille communale de densité à sept niveaux définie par l'Insee en 2022.
Elle est située hors unité urbaine. Par ailleurs la commune fait partie de l'aire d'attraction de Montbéliard, dont elle est une commune de la couronne,. Cette aire, qui regroupe 137 communes, est catégorisée dans les aires de 50 000 à moins de 200 000 habitants,.

### Occupation des sols
L'occupation des sols de la commune, telle qu'elle ressort de la base de données européenne d’occupation biophysique des sols Corine Land Cover (CLC), est marquée par l'importance des forêts et milieux semi-naturels (61,6 % en 2018), en diminution par rapport à 1990 (66,6 %). La répartition détaillée en 2018 est la suivante : 
forêts (61,6 %), prairies (20 %), terres arables (5,5 %), zones industrielles ou commerciales et réseaux de communication (5,4 %), zones urbanisées (4,6 %), zones agricoles hétérogènes (2,8 %). L'évolution de l’occupation des sols de la commune et de ses infrastructures peut être observée sur les différentes représentations cartographiques du territoire : la carte de Cassini (XVIIIe siècle), la carte d'état-major (1820-1866) et les cartes ou photos aériennes de l'IGN pour la période actuelle (1950 à aujourd'hui).

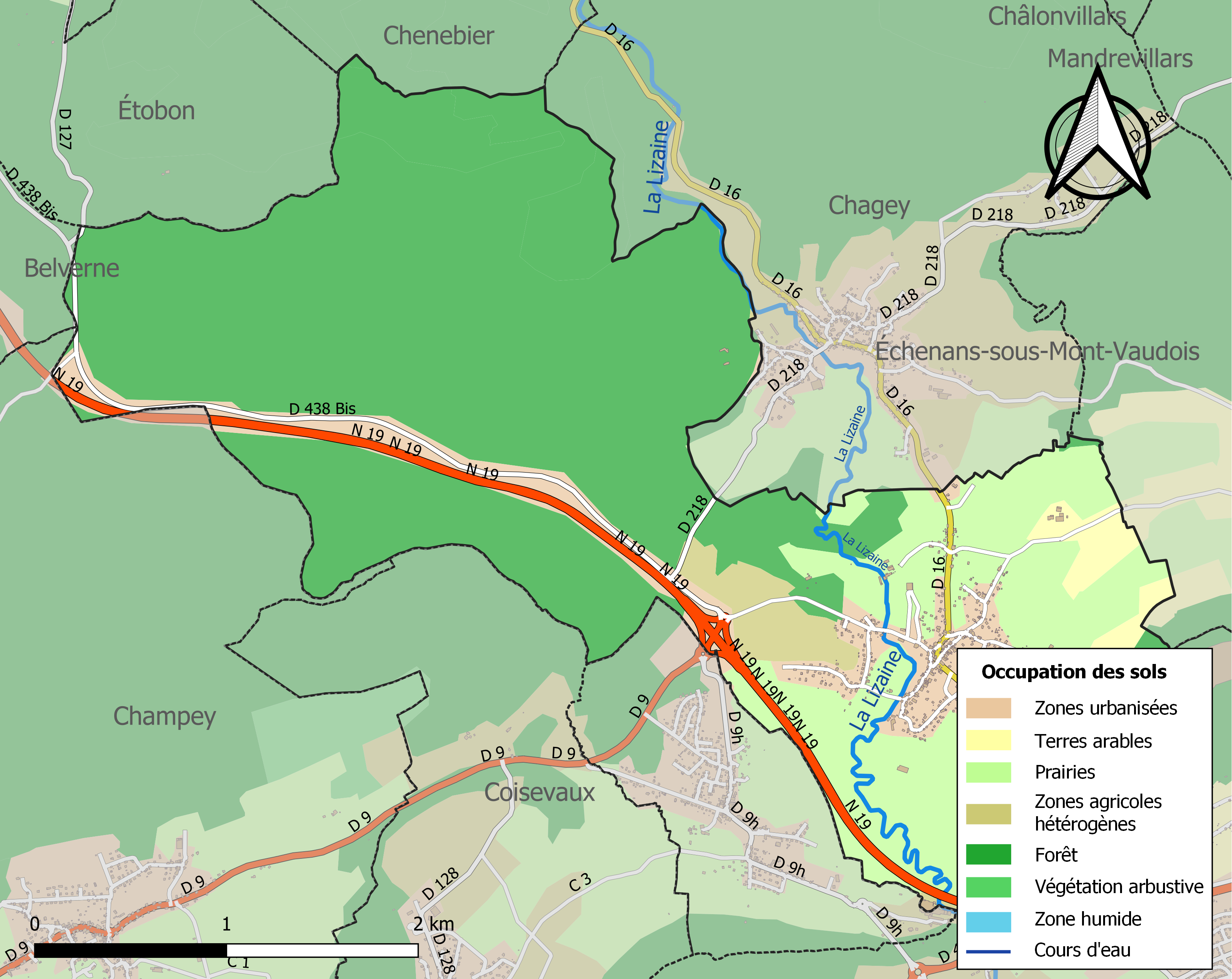
Carte des infrastructures et de l'occupation des sols de la commune en 2018 (CLC).

## Histoire
Luze apparait pour la première fois dans une charte de 1196 au sujet de l'église de Saint-Mainbœuf de Montbéliard. À l'origine Luze dépend du comté de Montbéliard châtellerie d'Héricourt.
Luze est complètement brûlée en 1636 par les soldats du duc de Lorraine. Une épidémie de peste suit immédiatement et enlève un grand nombre d'habitants ; elle reparaît en 1637 pour sévir avec plus d'intensité. L'année suivante, une famine affreuse réduit les malheureux qui ont survécu, si bien qu'il ne reste plus à Luze que 50 personnes formant 14 familles.
Le 8 septembre 1944, le résistant et compagnon de la Libération Georges Lamarque et deux de ses agents (Louis de Clercq et Clément Defer) sont repérés par les Allemands alors qu'ils renseignent les forces alliées sur les mouvements des troupes ennemies avec leur poste émetteur portatif. Pour éviter des représailles contre les villageois, ils se laissent arrêter volontairement au lieu de s'enfuir. Ils sont fusillés sur place dans la soirée.

## Héraldique
| Blason de Luze | Blason  | Parti d’argent et de gueules, à la bande ondée d’azur brochante; sur le tout, parti au I de gueules à deux bars adossé d’or et rangés en barre, au II d’or à trois demies ramures de sable, posées en fasce et rangées en pal. |
| Blason de Luze | Détails | Le statut officiel du blason reste à déterminer. |

## Politique et administration

Carte départementale représentant en rouge la communauté de communes du Pays d'Héricourt.

### Rattachements administratifs et électoraux
Luze fait partie de l'arrondissement de Lure du département de la Haute-Saône, en région Bourgogne-Franche-Comté.
La commune était historiquement rattachée depuis la Révolution française au canton d'Héricourt. Celui-ci a été scindé en 1985 et la commune rattachée au canton de Héricourt-Est. Dans le cadre du redécoupage cantonal de 2014 en France, la commune fait désormais partie du Canton d'Héricourt-1.

### Intercommunalité
La commune est membre de la communauté de communes du Pays d'Héricourt, intercommunalité créée au 1er janvier 2001.

### Liste des maires
| Période                                  | Période                   | Identité          | Étiquette | Qualité |
| ---------------------------------------- | ------------------------- | ----------------- | --------- | --- |
| Les données manquantes sont à compléter. |                           |                   |           | |
| février 1790                             |                           | Colonel Berdot    |           | |
| Les données manquantes sont à compléter. |                           |                   |           | |
| mars 1977                                | août 1989                 | André de Agostini |           | |
| août 1989                                | mai 2020                  | Jacques Abry      | UMP-LR    | Retraité Président du SI d'énergie de Haute-Saône (2008, → ) Vice-président de la CC du Pays d'Héricourt (2014 → 2020) |
| mai 2020                                 | En cours (au 23 mai 2020) | Éric Steib        |           | |

## Population et société

### Démographie
En 2022, la commune de Luze comptait 831 habitants. À partir du XXIe siècle, les recensements réels des communes de moins de 10 000 habitants ont lieu tous les cinq ans. Les autres « recensements » sont des estimations.
| 1793 | 1800 | 1806 | 1821 | 1831 | 1836 | 1841 | 1846 | 1851 |
| ---- | ---- | ---- | ---- | ---- | ---- | ---- | ---- | ---- |
| 285  | 316  | 319  | 364  | 436  | 449  | 467  | 507  | 516  |

| 1856 | 1861 | 1866 | 1872 | 1876 | 1881 | 1886 | 1891 | 1896 |
| ---- | ---- | ---- | ---- | ---- | ---- | ---- | ---- | ---- |
| 488  | 480  | 448  | 403  | 445  | 438  | 444  | 440  | 420  |

| 1901 | 1906 | 1911 | 1921 | 1926 | 1931 | 1936 | 1946 | 1954 |
| ---- | ---- | ---- | ---- | ---- | ---- | ---- | ---- | ---- |
| 411  | 405  | 420  | 337  | 370  | 343  | 334  | 327  | 316  |

| 1962 | 1968 | 1975 | 1982 | 1990 | 1999 | 2005 | 2006 | 2010 |
| ---- | ---- | ---- | ---- | ---- | ---- | ---- | ---- | ---- |
| 333  | 475  | 530  | 565  | 596  | 691  | 728  | 725  | 737  |

| 2015 | 2020 | 2022 | - | - | - | - | - | - |
| ---- | ---- | ---- | - | - | - | - | - | - |
| 711  | 785  | 831  | - | - | - | - | - | - |

### Enseignement
L'hôpital le plus proche est l'hôpital Nord Franche-Comté situé à Trévenans, dans le Territoire de Belfort (département voisin), entre Belfort et Montbéliard,.

## Culture locale et patrimoine

### Lieux et monuments
La mairie est un ancien pavillon de chasse des ducs de Wurtemberg, la maison commune doit dater de 1760. Le colonel Berdot, natif de Montbéliard, fut le 1er maire de Luze à la Révolution.
Un temple protestant, édifié en 1864-1865, se trouve dans la commune

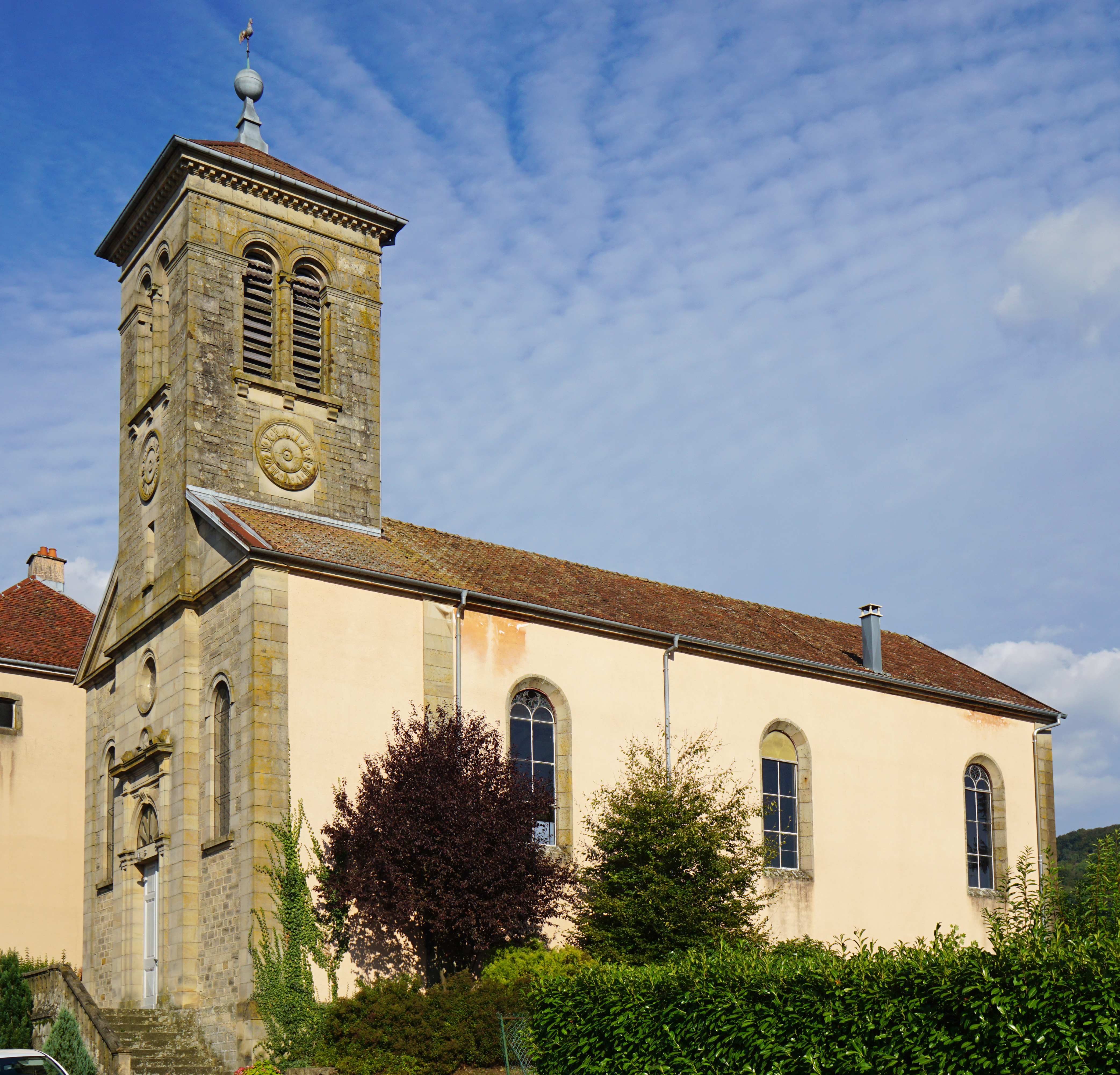
Le temple protestant.
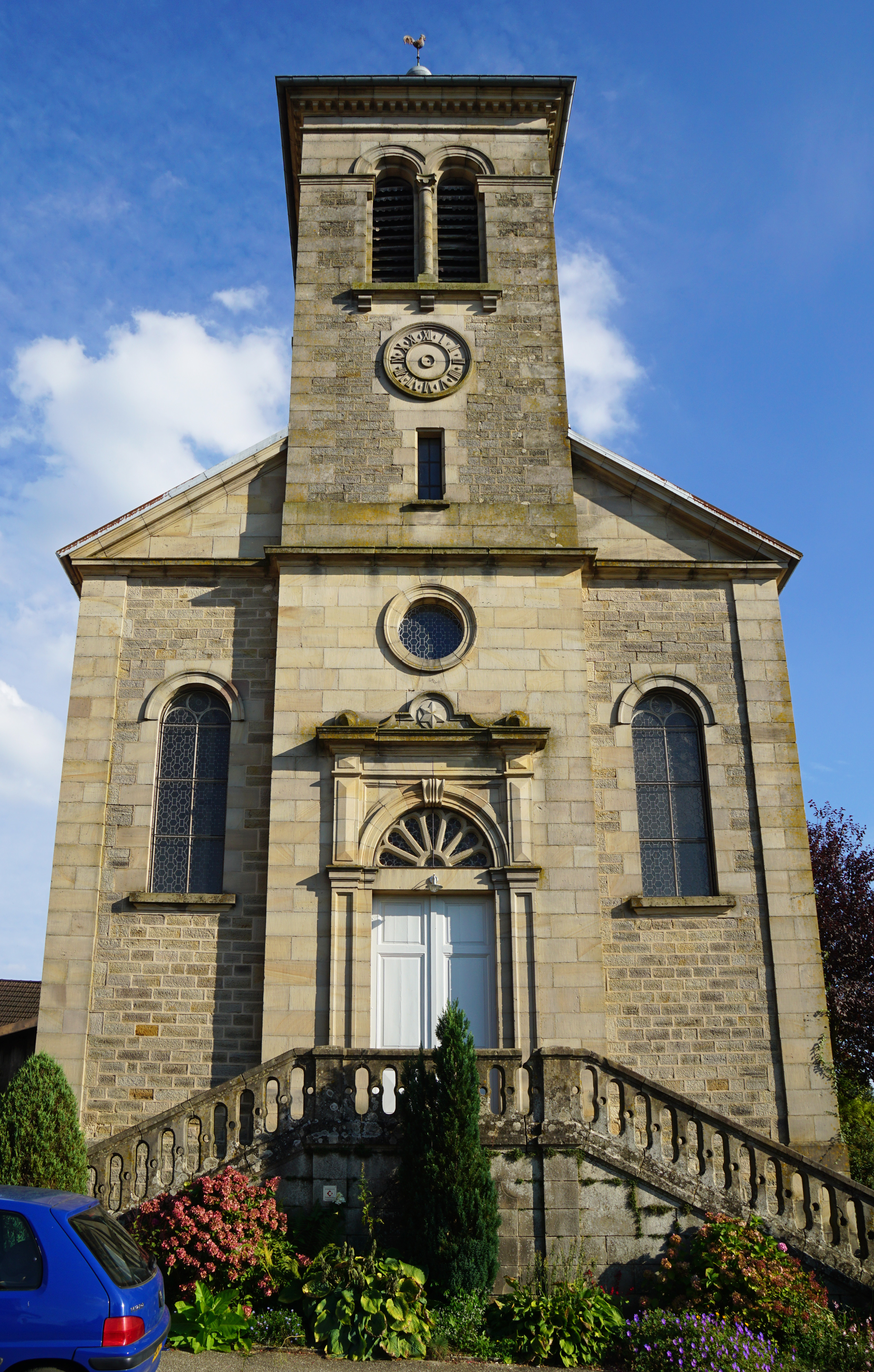
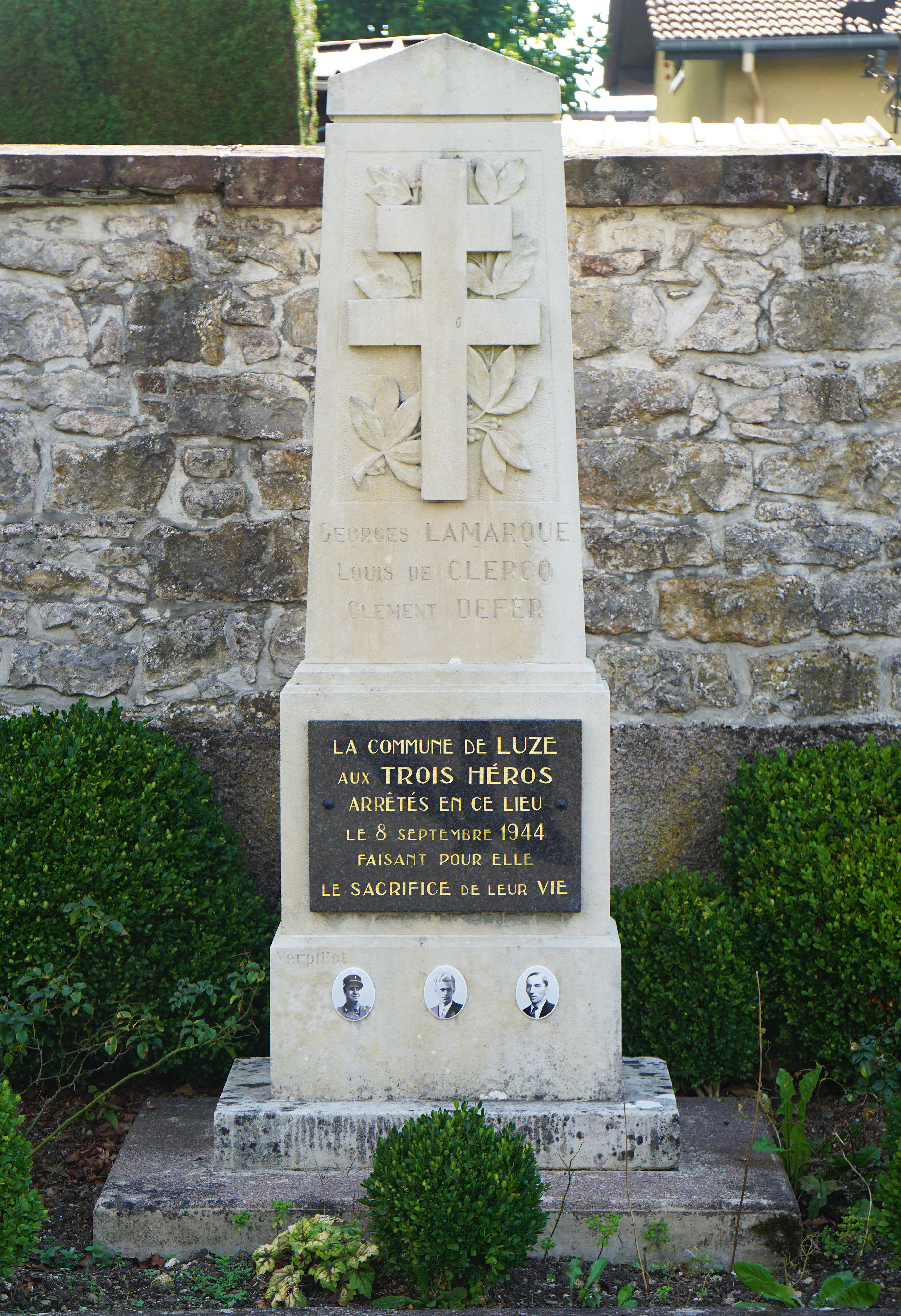
Hommage aux résistants.
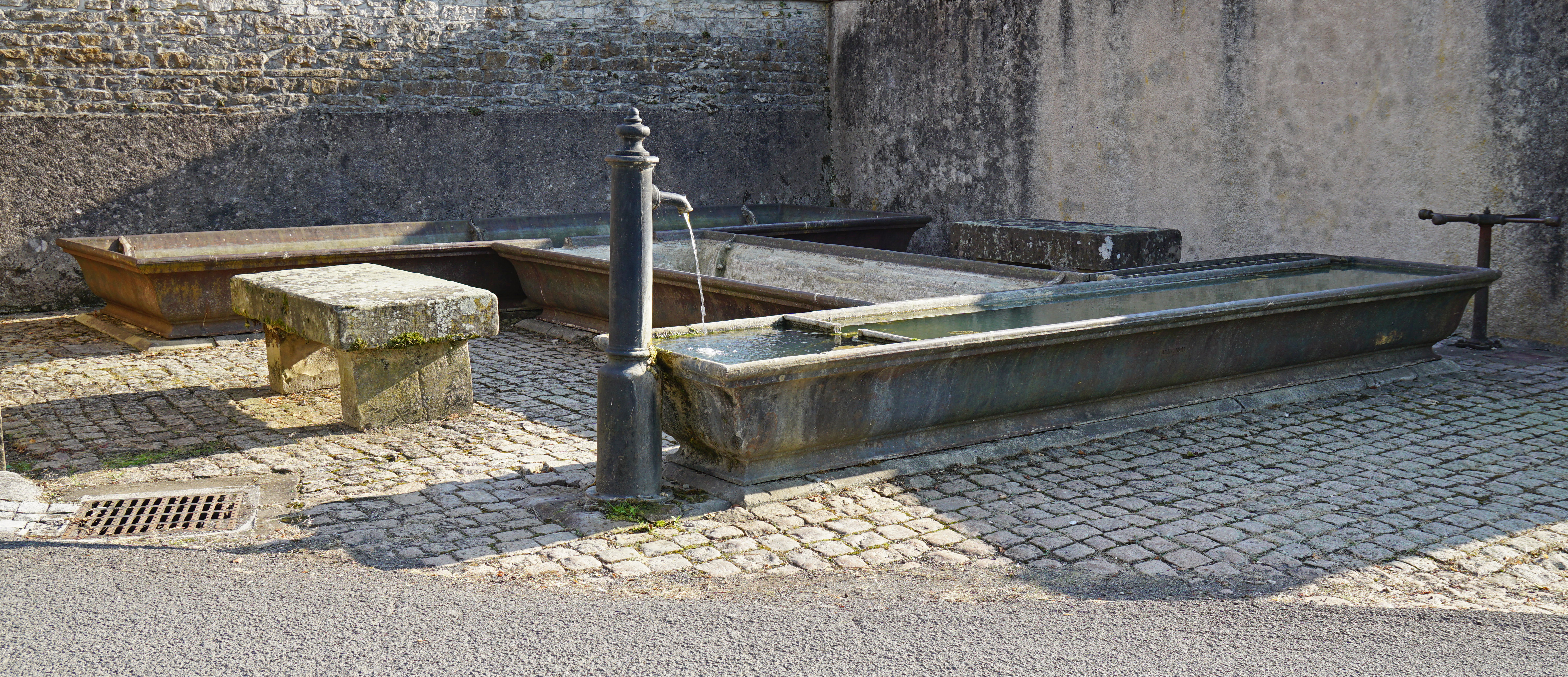
L'un des lavoirs du village.
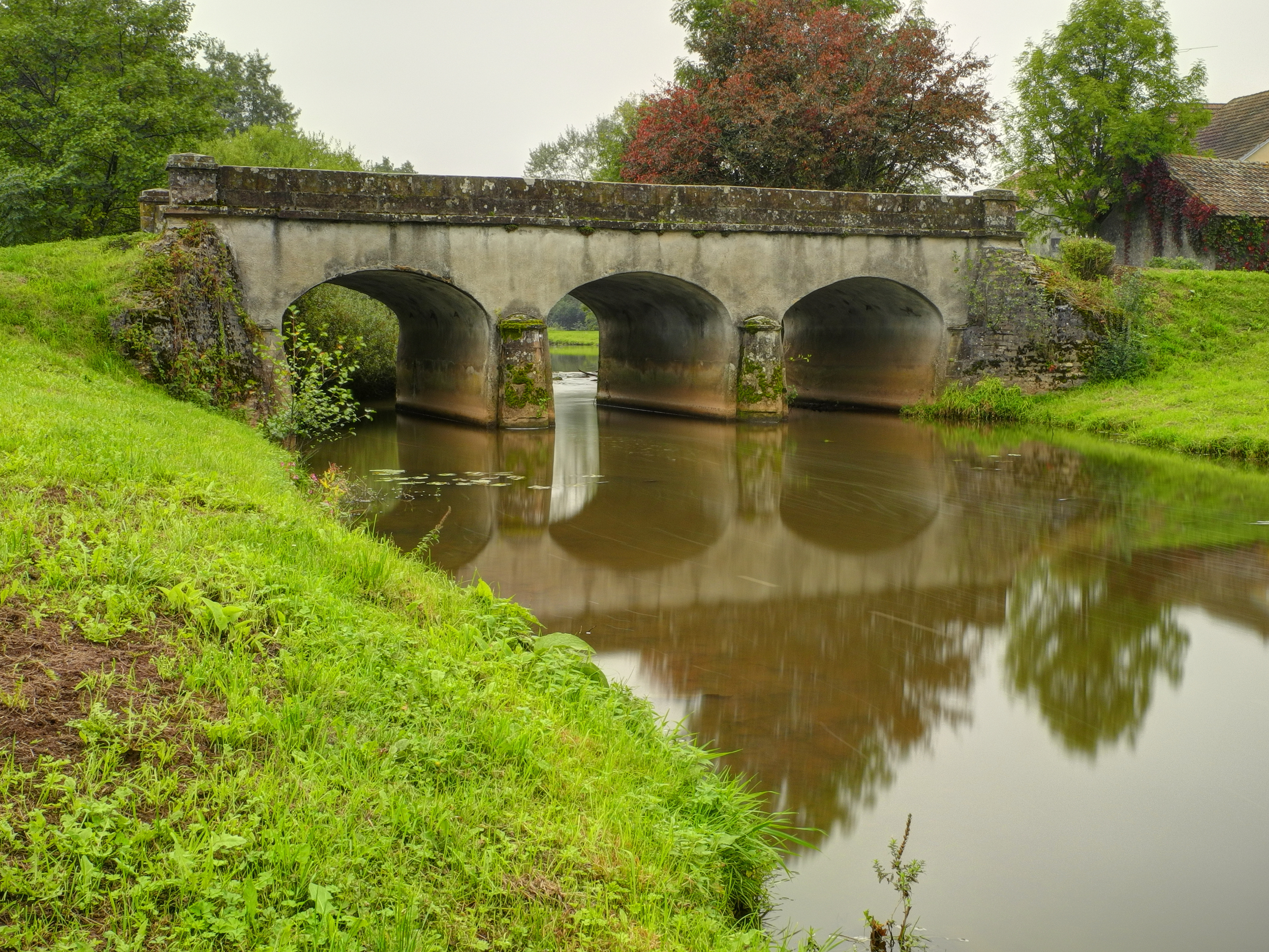
Pont sur la Lizaine.

### Personnalités liées à la commune
Luze a connu un inventeur méconnu, Pierre Carmien (1834-1907), à qui l'on doit un grand nombre d'inventions, parmi lesquelles :
- le piano à écrire, l'ancêtre de la machine à écrire dont les touches étaient en relief et permettaient aux aveugles d'écrire ;
- le compas à ellipses ;
- le compteur à eau, dont le principe est toujours utilisé aujourd'hui ;
- le roulement à billes pour bicyclette à roue libre ;
- l'embrayage automatique avec une seule poignée pour machine à transmission ;
- le parapluie-canne ;
- une tondeuse électrique pour animaux ;
- un mixer pour la mayonnaise ;
- le bouton de manchettes à bascule ;
- un étau s'inclinant en tous sens ;
- le tire-bouchon à hélice ;
- un hélicoptère.

Son talent ne fut pas beaucoup reconnu à l'époque. Cet homme, né à Luze, a passé la plus grande partie de sa vie à Montbéliard pour finir ses jours à Nantes le 18 octobre 1907 chez sa fille.